# Мужун Сі
Мужун Сі (кит.: 慕容熙; піньїнь: Mùróng Xī; 385-407) — четвертий імператор Пізньої Янь періоду Шістнадцяти держав.

## Життєпис
Був сином засновника й першого імператора Пізньої Янь Мужун Чуя. 393 року отримав титул «Хецзянський ґун».
Був одним з основних генералів Мужун Шена. 400 року його внесок у перемогу над Когурьо був вирішальним.
За часів правління Мужун Шена Мужун Сі мав зв'язок з його матір'ю — вдовою-імператрицею Дін. Після того, як 401 року Мужун Шен був убитий під час спроби палацового перевороту, придворні бажали звести на трон його молодшого брата Мужун Юаня, оскільки вважали, що офіційний спадкоємець Мужун Дін був ще надто молодим. Однак вдова-імператриця Дін дала зрозуміти, що бажає бачити на престолі Мужун Сі. Придворні не насмілились сперечатись із нею. Мужун Сі формально запропонував трон Мужун Юаню, той не забажав приймати пропозицію, й Мужун Сі сам зійшов на престол. Він використовував титул не «імператор», а «небесний князь».
Зійшовши на престол, Мужун Сі взявся за усунення загроз своїй владі. Однією з перших жертв його політики став Мужун Юань, якому лише за кілька днів було наказано скоїти самогубство. За місяць було викрито змову, що мала на меті зведення на престол Мужун Діна, й Мужун Сі наказав скоїти самогубство і йому.
402 року Мужун Сі взяв у наложниці двох дочок покійного придворного Фу Мо — Фу Сун'е й Фу Сюньїн. Після того він охолов до вдови-імператриці Дін, яка була розлючена через це, та влаштувала змову проти нього. Змову було викрито, учасників — страчено, а вдові-імператриці Дін було наказано скоїти самогубство (однак похована вона була з імператорськими почестями). Того ж року Мужун Сі розгорнув величезне будівництво палаців, що потребувало значних ресурсів країни. В якості безкоштовної робочої сили використовувались солдати, багато з яких помирали під час робіт через погані умови праці.
Восени 404 року наложниця Фу Сун'е захворіла й померла. Після її смерті Мужун Сі почав більше приділяти увагу, яка дуже любила полювання й подорожі. Придворним доводилось їздити за імператорською парою всією країною, й виконувати забаганки молодої імператриці. Так, навесні 405 року янські сили в присутності імператора атакували одне з когурьоських міст, і коли вони вже майже ввірвались до міста — їм наказали зупинитись і розширити браму, щоб імператриця могла в'їхати туди з імператором у візку. Поки вони займались цим, захисники міста оговтались і відбили штурм. На початку 406 року Мужун Сі вирішив раптово атакувати киданів, але виявивши, що ті не надто сильні, вирішив відмовитись від нападу. Однак імператриця Фу забажала подивитись битву, й Мужун Сі здійснив кавалерійський набіг на Когурьо, що був відбитий. У тій битві зазнав поранення стрілою Мужун Юнь, який скористався цим приводом, щоб піти у відставку й залишитись удома.
Влітку 407 року імператриця Фу померла. Мужун Сі наказав звести для неї величезну гробницю, а потім вирушив туди з жалобною процесією. Скориставшись його від'їздом генерал Фен Ба підбурив у Лунчені повстання, взяв штурмом палац, зачинив міську браму й проголосив новим небесним князем Мужун Юня, який погодився очолити повстанців. Мужун Сі повернувся до Лунчена, й приготувався атакувати місто, втім раптово запанікував і втік. Його генерал Мужун Ба спробував усе ж взяти Лунчен, і спочатку навіть мав певний успіх, однак коли стало відомо про втечу Мужун Сі, то наступ зупинився, й Мужун Ба був убитий солдатами Фен Ба. Мужун Сі піймали в лісі в цивільному вбранні й доставлений до Мужун Юня. Останній особисто зачитав йому перелік його злочинів, після чого Мужун Сі та його синів було обезголовлено.

## Девізи правління
- Гуанші (光始) 401—406
- Цзяньші (建始) 407